# Mayaimi
Los mayaimis (también mencionados como maymis o maimis) eran un pueblo nativo de los Estados Unidos que vivió alrededor del lago Mayaimi (hoy lago Okeechobee) en el área de Belle Glade de Florida desde el principio del primer milenio hasta los siglos XVII y XVIII.

## Etimología
En los idiomas de las tribus mayaimi, calusa y tequesta, «mayaimi» significaba «agua grande». El origen del lenguaje no ha sido determinado, ya que solo se registraron los significados de diez palabras antes de su desaparición. El nombre actual, Okeechobee, deriva de la palabra hitchiti que también significa «agua grande». Los mayaimis no tienen ninguna relación lingüística o cultural con los miamis de la región de los Grandes Lagos. La ciudad de Miami fue nombrada por el río homónimo, que derivó su nombre del lago Mayaimi.

## Historia y características
Los mayaimis construyeron montículos ceremoniales y aldeas alrededor del lago Okeechobee similares a los de la cultura misisipiana y la cultura de los montículos. El sitio arqueológico de Fort Center se encuentra en la zona ocupada por los mayaimis en tiempos históricos. Cavaron muchos canales como terraplenes, para usarlos como senderos para sus canoas. Las canoas de piragua eran un tipo de plataforma con extremos en forma de pala, parecidos a los utilizados en América Central y El Caribe, en lugar de las canoas de punta utilizada por otros pueblos en el sureste de los Estados Unidos.
Hernando de Escalante Fontaneda, que vivió con las tribus del sur de la Florida durante diecisiete años en el siglo XVI, dijo que los mayaimis vivían en muchas ciudades de treinta o cuarenta habitantes cada uno, y que había muchos más lugares donde sólo unas pocas personas vivían. La caza y la pesca del lago Okeechobee proporcionaban la mayor parte de la comida de los mayaimis. Utilizaban los canales para la pesca y comían especies de Micropterus, anguilas (Anguilliformes), aligatór americano (Alligator mississippiensis), zarigüeya norteamericana (Didelphis virginiana), tortugas pequeñas y serpientes, además de que procesaban Zamia integrifolia para hacer harina. En la temporada alta de pesca vivían en sus montículos y comían sólo pescado.
A comienzos del siglo XVIII, los colonos de la provincia de Carolina invadieron repetidamente el territorio, quemaron aldeas y capturaron o mataron miembros de todas las tribus de la región hasta el extremo sur de la península de Florida. Vendieron a los cautivos para ser esclavos, destinados a los mercados de Boston y Barbados. En 1710 llegó a Cuba un grupo de 280 refugiados de Florida que incluían al jefe de la tribu Maimi. En 1738, los mayaimis tenían un «fuerte» en la costa al sur del Cabo Cañaveral. En 1743, los misioneros españoles enviados a la bahía Vizcaína informaron que un remanente de los mayaimis (que llamaban maimies o maymíes) formaban parte de un grupo de unas cien personas, que también incluían a los santaluzos y mayacos, vivían cuatro días al norte del río Miami. Se supuso que los supervivientes habían sido evacuados a Cuba cuando España tomó la Florida del Imperio británico en 1763.
Se conocen varios sitios arqueológicos de la zona ocupada por los mayaimi, entre ellos Fort Centre, Belle Glade, Big Mound City, el complejo Boynton Mounds y el Monte Tony.